# Preliačina
Preliačina je přírodní rezervace v katastrálních územích obcí Hôrka nad Váhom a Podhradie v okrese Topoľčany a Hrádok v okrese Nové Mesto nad Váhom na Slovensku. Území bylo vyhlášeno v roce 1988 a jeho rozloha je 35,87 hektaru. Předmětem ochrany jsou zachovalé suťové lesy v Považském Inovci.